# Standard Luik in het seizoen 2013/14
Standard Luik wist in het seizoen 2012/13 een Europees ticket te veroveren en mag in het seizoen 2013/14 van start gaan in de tweede voorronde van de UEFA Europa League.
Op 27 mei 2013, een dag na de laatste wedstrijd van het seizoen 2012/13, zette voorzitter Roland Duchâtelet de Roemeense trainer Mircea Rednic aan de deur. Hij werd opgevolgd door de Israëlische coach Guy Luzon, die op zijn eerste training werd uitgejouwd door de supporters.
De verrassende trainerswissel - Rednic lag immers goed in de groep, was populair bij een groot deel van de supporters en had zijn doel (Europees voetbal) bereikt - zette heel wat in beweging bij de harde kern van de Standardsupporters. Eind mei 2013 werd voorzitter Duchâtelet in Brussel met de auto tegengehouden door enkele supporters. Op 4 juni 2013 berichtte de Waalse pers dat technisch directeur Jean-François De Sart en Christophe Dessy, voorzitter van de jeugdacademie, op het punt stonden op te stappen of ontslagen te worden. Twee dagen later raakte bekend dat De Sart (zonder succes) gesolliciteerd had naar een functie bij de Belgische voetbalbond. Op 10 juni werd het stadion beklad met graffiti en drongen een tiental supporters binnen tot in het kantoor van Duchâtelet. Daarnaast gaf ook Louis Smal, voorzitter van de supportersfederatie, zijn ontslag als lid van de raad van bestuur van Standard.
Op 27 juni 2013 vond er een raad van bestuur plaats op Sclessin. Duizenden Standardsupporters maakten van de gelegenheid gebruik om te betogen tegen het beleid van voorzitter Duchâtelet. Een groot deel van hen betrad ook het veld. Op 29 juni ontbond sterkhouder William Vainqueur zijn contract dat nog tot 2016 liep via de wet van '78. Een dag later liet Standard weten dat de jaarlijkse fandag wegens het aanhoudende protest niet zou doorgaan. Op 1 juli 2013 gaf Duchâtelet aan dat hij bereid was om als voorzitter een stap opzij te zetten. Vainqueur besloot de club uiteindelijk toch trouw te blijven en verlengde zijn contract. Ook andere sterkhouders als Michy Batshuayi en Imoh Ezekiel verlengden hun contract. Op 8 juli haalde de club gewezen Standardspeler Igor de Camargo terug naar Luik. Op 31 augustus raakte bekend dat ook Mehdi Carcela de terugkeer zou maken naar Standard. Carcela werd de best betaalde speler in de Belgische competitie.
Ondanks de woelige zomermaanden begon Standard uitstekend aan het seizoen 2013/14. De excentrieke Luzon, die zich vooral liet opmerken door zijn nerveuze en opgewonden houding naast het veld, week nooit af van zijn 4-4-2-opstelling en koos er aanvankelijk voor om voortdurend te roteren. Hoewel de pers die tactiek meermaals bekritiseerde, bleef Standard in zowel de competitie als Europa makkelijk winnen. Standard overleefde zonder veel moeite drie voorrondes van de UEFA Europa League en startte de competitie met negen opeenvolgende zeges. Mede dankzij de doorbraak  van de 20-jarige spits Michy Batshuayi wist Standard al op de derde speeldag de koppositie te veroveren.
Terwijl er in de competitie geen maat stond op Standard, kreeg de club het in Europa erg moeilijk. De groepsfase van de Europa League draaide uit op een blamage. Standard veroverde in een in theorie makkelijke groep slechts één punt en werd zo verrassend laatste.
Vanaf de terugronde van de reguliere competitie opteerde Luzon voor een type-elftal, maar ook dan bleef Standard makkelijk boven de andere topclubs uitsteken. Pas aan het einde van de reguliere competitie kreeg  Standard een eerste dipje. In de laatste vier duels verzamelde Standard slechts vier punten, waardoor de voorsprong op Club Brugge zienderogen slonk.
In play-off I begonnen de Rouches met een belangrijke 1-0 zege tegen rivaal RSC Anderlecht, maar een week later verloor een zwak spelend Standard met 2-0 van Zulte Waregem. Nadien speelde Standard drie keer op rij gelijk waardoor Club Brugge tot op een punt naderde. Toen Standard vervolgens met 2-1 verloor op het veld van Anderlecht was het voor het eerst sinds augustus 2013 geen leider meer. Maar het team van Luzon rechtte de rug en heroverde de leidersplaats na een klinkende 4-1 zege tegen Zulte Waregem, een duel dat ontsierd werd door vier rode kaarten en drie strafschoppen. Met nog drie speeldagen te gaan, was Standard nog steeds het best geplaatst om kampioen te worden. Bovendien kon het in zijn volgende wedstrijd grote concurrent Club Brugge definitief uit de titelrace slaan. Maar de West-Vlamingen wonnen in Luik met 0-1, waardoor ze net als Anderlecht over Standard sprongen in het klassement. De Rouches wisten op de voorlaatste speeldag Club Brugge nog in te halen, maar Anderlecht bleef buiten schot en veroverde opnieuw de landstitel. Standard sloot het seizoen af als vicekampioen.

## Selectie
| Nr.           | Land               | Naam                 | Geboortedatum | Bij club sinds |         |
| Keepers       | Keepers            | Keepers              | Keepers       | Keepers        | Keepers |
| ------------- | ------------------ | -------------------- | ------------- | -------------- | ------- |
| 01            | Vlag van Japan     | Eiji Kawashima       | 20.03.1983    | 2012           |         |
| 16            | Vlag van België    | Guillaume Hubert     | 11.01.1994    | 2013           |         |
| 18            | Vlag van België    | Anthony Moris        | 29.04.1990    | 2011           |         |
| Verdedigers   |                    |                      |               |                |         |
| 03            | Vlag van België    | Corentin Fiore       | 24.03.1995    | 2013           |         |
| 04            | Vlag van Ghana     | Daniel Opare         | 18.10.1990    | 2010           |         |
| 06            | Vlag van België    | Laurent Ciman        | 06.08.1985    | 2010           |         |
| 08            | Vlag van Nederland | Ron Stam             | 18.06.1984    | 2013           |         |
| 25            | Vlag van Brazilië  | Kanu                 | 03.05.1984    | 2011           |         |
| 26            | Vlag van Israël    | Tal Ben-Haim         | 31.03.1982    | 2013           |         |
| 36            | Vlag van België    | Dino Arslanagic      | 24.04.1993    | 2012           |         |
| 37            | Vlag van België    | Jelle Van Damme      | 03.09.1983    | 2011           |         |
| Middenvelders |                    |                      |               |                |         |
| 11            | Vlag van Frankrijk | Frédéric Bulot       | 27.09.1990    | 2012           |         |
| 15            | Vlag van België    | Julien De Sart       | 23.12.1994    | 2013           |         |
| 17            | Vlag van België    | Yoni Buyens          | 03.04.1988    | 2011           |         |
| 21            | Vlag van Frankrijk | William Vainqueur    | 19.11.1988    | 2011           |         |
| 33            | /                  | Mehdi Carcela        | 01.07.1989    | 2013           |         |
| 40            | Vlag van België    | Paul José Mpoku      | 19.04.1992    | 2011           |         |
| 44            | Vlag van België    | Ibrahima Cissé       | 28.02.1994    | 2012           |         |
| 45            | Vlag van België    | François Marquet     | 17.04.1995    | 2012           |         |
| 53            | Vlag van België    | Deni Milošević       | 09.03.1995    | 2013           |         |
| 63            | Vlag van België    | Geoffrey Mujangi Bia | 12.08.1989    | 2011           |         |
|               | /                  | Georgi Zjoekov       | 19.11.1994    | 2013           |         |
| Aanvallers    |                    |                      |               |                |         |
| 10            | /                  | Igor de Camargo      | 12.05.1983    | 2013           |         |
| 14            | Vlag van Japan     | Yuji Ono             | 22.12.1992    | 2013           |         |
| 23            | Vlag van België    | Michy Batshuayi      | 02.10.1993    | 2010           |         |
| 39            | Vlag van Nigeria   | Imoh Ezekiel         | 24.10.1993    | 2011           |         |
| 52            | Vlag van België    | Yannis Mbombo        | 08.04.1994    | 2013           |         |

### Technische staf
| Functie         | Naam             | Nationaliteit      |
| --------------- | ---------------- | ------------------ |
| Coach           | Guy Luzon        | Israël             |
| Assistent-coach | Ivan Vukomanović | Servië             |
| Assistent-coach | David Martane    | Frankrijk / Israël |
| Keeperstrainer  | Jos Beckx        | België             |

## Bestuur
| Functie               | Naam                  | Nationaliteit |
| --------------------- | --------------------- | ------------- |
| Voorzitter / Eigenaar | Roland Duchâtelet     | België        |
| Hoofd jeugdopleiding  | Christophe Dessy      | België        |
| Technisch directeur   | Jean-François De Sart | België        |

## Uitrustingen
Shirtsponsor(s): BASE

Sportmerk: Joma
| Thuis | Uit | Alternatief | Doelman | Doelman |  |

## Transfers

### Zomer

#### Inkomend
- Geoffrey Mujangi Bia (Watford FC) (einde huur)
- Pierre-Yves Ngawa (Sint-Truidense VV) (einde huur)
- Alessandro Iandoli (Sint-Truidense VV) (huur)
- Alpaslan Öztürk (Beerschot AC)
- Georgi Zhukov (Beerschot AC)
- Igor de Camargo (TSG 1899 Hoffenheim)
- Ron Stam (Wigan Athletic)
- Tal Ben-Haim (Queens Park Rangers)
- Yohann Thuram (Troyes AC)
- Mehdi Carcela (Anzji Machatsjkala)

#### Uitgaand
- Luis Manuel Seijas (Deportivo Quito) (contract verbroken)
- Adrian Cristea (Petrolul Ploiești) (einde huur)
- Yohan Tavares (Chievo)
- Rami Gershon (Waasland-Beveren)
- Maor Buzaglo (Hapoel Beër Sjeva)
- Reda Jaadi (CS Visé) (huur)
- Loïc Nego (AS Roma) (einde huur)
- Luiz Phellype (Desportivo Brasil) (einde huur)
- Zié Diabaté (Dijon) (einde huur)
- Laurent Henkinet (Sint-Truidense VV) (huur)
- Marvin Ogunjimi (Oud-Heverlee Leuven) (huur)
- Danny Verbeek (NAC Breda) (huur)
- Franco Zennaro (Fortuna Sittard) (huur)
- Sinan Bolat (FC Porto)
- Merveille Goblet (AFC Tubize) (huur)
- Kensuke Nagai (Nagoya Grampus) (huur)
- George Țucudean (Dinamo Boekarest) (huur)
- Pierre-Yves Ngawa (Újpest FC) (huur)

### Winter

#### Uitgaand
- Alessandro Iandoli (Sint-Truidense VV) (einde huur)
- Astrit Ajdarević (Charlton Athletic) (huur)
- Alpaslan Öztürk (Kasımpaşa) (huur)
- Dudu Biton (Alcorcón) (huur)
- Yohann Thuram (Charlton Athletic) (huur)
- Anıl Koç (Charlton Athletic) (huur)
- Reza Ghoochannejhad (Charlton Athletic) (huur)

## Jupiler Pro League

### Wedstrijden
| Wedstrijddetails                                              | Thuisploeg                                               | Uitslag                 | Uitploeg                                                           | Opstelling | Kaarten                                                                    |
| ------------------------------------------------------------- | -------------------------------------------------------- | ----------------------- | ------------------------------------------------------------------ | --- | -------------------------------------------------------------------------- |
| Heenronde                                                     |                                                          |                         |                                                                    | |                                                                            |
| 28 juli 2013 20:30 Achter de Kazerne Mechelen                 | KV Mechelen                                              | 0-2                     | Standard Luik                                                      | Kawashima Opare, Kanu, Ciman, Van Damme Mujangi Bia (65' Bulot), Buyens, Cissé, Mpoku (70' Iandoli) Ezekiel (78' De Camargo), Batshuayi               | 1' Opare 53' Van Damme 90' Kawashima                                       |
| 28 juli 2013 20:30 Achter de Kazerne Mechelen                 |                                                          | 0-1 0-2                 | 58' Mujangi Bia 83' Batshuayi                                      | Kawashima Opare, Kanu, Ciman, Van Damme Mujangi Bia (65' Bulot), Buyens, Cissé, Mpoku (70' Iandoli) Ezekiel (78' De Camargo), Batshuayi               | 1' Opare 53' Van Damme 90' Kawashima                                       |
| 4 augustus 2013 18:00 Stade Maurice Dufrasne Luik             | Standard Luik                                            | 3-0                     | Lierse SK                                                          | Kawashima Opare, Kanu, Ciman, Van Damme (79' Ben-Haim) Bulot, Buyens, Öztürk (58' Cissé), Mujangi Bia De Camargo (58' Batshuayi), Ezekiel             | 43' Ciman 54' Öztürk                                                       |
| 4 augustus 2013 18:00 Stade Maurice Dufrasne Luik             | 17' Mujangi Bia 20' Mujangi Bia 68' Mujangi Bia          | 1-0 2-0 3-0             |                                                                    | Kawashima Opare, Kanu, Ciman, Van Damme (79' Ben-Haim) Bulot, Buyens, Öztürk (58' Cissé), Mujangi Bia De Camargo (58' Batshuayi), Ezekiel             | 43' Ciman 54' Öztürk                                                       |
| 11 augustus 2013 20:30 Cristal Arena Genk                     | KRC Genk                                                 | 0-2                     | Standard Luik                                                      | Kawashima Opare, Kanu, Ciman, Van Damme Bulot (60' Mpoku), Buyens, Öztürk (87' Ben-Haim), Mujangi Bia Batshuayi (69' De Camargo), Ezekiel             | 39' Opare 54' Öztürk 85' Ezekiel 88' Van Damme                             |
| 11 augustus 2013 20:30 Cristal Arena Genk                     |                                                          | 0-1 0-2                 | 1' Ezekiel 90+4' Mpoku                                             | Kawashima Opare, Kanu, Ciman, Van Damme Bulot (60' Mpoku), Buyens, Öztürk (87' Ben-Haim), Mujangi Bia Batshuayi (69' De Camargo), Ezekiel             | 39' Opare 54' Öztürk 85' Ezekiel 88' Van Damme                             |
| 18 augustus 2013 14:30 Stade Maurice Dufrasne Luik            | Standard Luik                                            | 1-0                     | Oud-Heverlee Leuven                                                | Kawashima Opare, Kanu, Ciman, Iandoli Mujangi Bia, Buyens (76' Bulot), Öztürk (46' Cissé), Mpoku De Camargo, Ezekiel (65' Batshuayi)                  | 53' Iandoli                                                                |
| 18 augustus 2013 14:30 Stade Maurice Dufrasne Luik            | 46' Buysens (own)                                        | 1-0                     |                                                                    | Kawashima Opare, Kanu, Ciman, Iandoli Mujangi Bia, Buyens (76' Bulot), Öztürk (46' Cissé), Mpoku De Camargo, Ezekiel (65' Batshuayi)                  | 53' Iandoli                                                                |
| 25 augustus 2013 20:30 Stade Charles Tondreau Bergen          | RAEC Mons                                                | 0-2                     | Standard Luik                                                      | Kawashima Opare, Kanu, Ciman, Van Damme Bulot (67' Mpoku), Buyens (42' De Sart), Cissé, Mujangi Bia Batshuayi, Ezekiel (85' Ben-Haim)                 | 16' Cissé 59' De Sart 84' De Sart                                          |
| 25 augustus 2013 20:30 Stade Charles Tondreau Bergen          |                                                          | 0-1 0-2                 | 3' Batshuayi 71' Kanu                                              | Kawashima Opare, Kanu, Ciman, Van Damme Bulot (67' Mpoku), Buyens (42' De Sart), Cissé, Mujangi Bia Batshuayi, Ezekiel (85' Ben-Haim)                 | 16' Cissé 59' De Sart 84' De Sart                                          |
| 1 september 2013 14:30 Stade Maurice Dufrasne Luik            | Standard Luik                                            | 2-0                     | KV Kortrijk                                                        | Kawashima Opare, Kanu, Ciman, Van Damme Bulot (68' Mujangi Bia), Özturk, Cissé, Mpoku (85' Vainqueur) Batshuayi, Ezekiel (80' De Camargo)             | 25' Van Damme 59' Ciman                                                    |
| 1 september 2013 14:30 Stade Maurice Dufrasne Luik            | 53' Mpoku 58' Ciman                                      | 1-0 2-0                 |                                                                    | Kawashima Opare, Kanu, Ciman, Van Damme Bulot (68' Mujangi Bia), Özturk, Cissé, Mpoku (85' Vainqueur) Batshuayi, Ezekiel (80' De Camargo)             | 25' Van Damme 59' Ciman                                                    |
| 15 september 2013 14:30 Albertparkstadion Oostende            | KV Oostende                                              | 2-4                     | Standard Luik                                                      | Kawashima Opare, Kanu, Ciman, Van Damme Bulot (69' Mpoku), Vainqueur (65' Öztürk), Cissé, Mujangi Bia Batshuayi (81' De Camargo), Ezekiel             | 15' Kanu 26' Ezekiel 72' Öztürk                                            |
| 15 september 2013 14:30 Albertparkstadion Oostende            | 14' Depoitre 60' Dessaer                                 | 1-0 1-1 1-2 1-3 1-4 2-4 | 25' Ezekiel 32' Batshuayi 40' Batshuayi 59' Batshuayi              | Kawashima Opare, Kanu, Ciman, Van Damme Bulot (69' Mpoku), Vainqueur (65' Öztürk), Cissé, Mujangi Bia Batshuayi (81' De Camargo), Ezekiel             | 15' Kanu 26' Ezekiel 72' Öztürk                                            |
| 22 september 2013 18:00 Stade Maurice Dufrasne Luik           | Standard Luik                                            | 2-1                     | KSC Lokeren                                                        | Kawashima Opare, Kanu, Ciman, Van Damme Carcela (61' Mpoku), Vainqueur, Cissé (74' Buyens), Mujangi Bia Ezekiel, Batshuayi (90+2' Stam)               | 86' Ciman                                                                  |
| 22 september 2013 18:00 Stade Maurice Dufrasne Luik           | 19' Ezekiel 45+1' Batshuayi                              | 1-0 1-1 2-1             | 39' Vanaken                                                        | Kawashima Opare, Kanu, Ciman, Van Damme Carcela (61' Mpoku), Vainqueur, Cissé (74' Buyens), Mujangi Bia Ezekiel, Batshuayi (90+2' Stam)               | 86' Ciman                                                                  |
| 29 september 2013 18:00 Jan Breydelstadion Brugge             | Cercle Brugge                                            | 0-5                     | Standard Luik                                                      | Kawashima Opare, Kanu, Ciman, Van Damme (65' Iandoli) Mujangi Bia, Vainqueur (74' Öztürk), Cissé, Mpoku Ezekiel (70' Carcela), Batshuayi              | 53' Opare 55' Vainqueur                                                    |
| 29 september 2013 18:00 Jan Breydelstadion Brugge             |                                                          | 0-1 0-2 0-3 0-4 0-5     | 10' Ezekiel 20' Mpoku 30' Ciman 65' Batshuayi 90+2' Batshuayi      | Kawashima Opare, Kanu, Ciman, Van Damme (65' Iandoli) Mujangi Bia, Vainqueur (74' Öztürk), Cissé, Mpoku Ezekiel (70' Carcela), Batshuayi              | 53' Opare 55' Vainqueur                                                    |
| 6 oktober 2013 18:00 Regenboogstadion Waregem                 | Zulte Waregem                                            | 1-0                     | Standard Luik                                                      | Kawashima Opare, Kanu, Ciman, Van Damme Mujangi Bia, Vainqueur, Cissé (58' Öztürk), Mpoku (58' Carcela) Ezekiel, Batshuayi                            | 6' Batshuayi 45' Opare 73' Kanu 73' Vainqueur 84' Kanu                     |
| 6 oktober 2013 18:00 Regenboogstadion Waregem                 | 76' Skúlason                                             | 1-0                     |                                                                    | Kawashima Opare, Kanu, Ciman, Van Damme Mujangi Bia, Vainqueur, Cissé (58' Öztürk), Mpoku (58' Carcela) Ezekiel, Batshuayi                            | 6' Batshuayi 45' Opare 73' Kanu 73' Vainqueur 84' Kanu                     |
| 20 oktober 2013 14:30 Stade Maurice Dufrasne Luik             | Standard Luik                                            | 2-2                     | Sporting Charleroi                                                 | Kawashima Stam, Ciman, Ben-Haim, Van Damme Carcela (64' Bulot), Vainqueur, Öztürk (64' De Sart), Mujangi Bia (82' Mpoku) Ezekiel, Batshuayi           | 24' Carcela 68' Vainqueur 86' Bulot                                        |
| 20 oktober 2013 14:30 Stade Maurice Dufrasne Luik             | 66' Van Damme 90' Ezekiel                                | 0-1 1-1 1-2 2-2         | 38' Pollet 81' Dewaest                                             | Kawashima Stam, Ciman, Ben-Haim, Van Damme Carcela (64' Bulot), Vainqueur, Öztürk (64' De Sart), Mujangi Bia (82' Mpoku) Ezekiel, Batshuayi           | 24' Carcela 68' Vainqueur 86' Bulot                                        |
| 27 oktober 2013 18:00 Constant Vanden Stockstadion Anderlecht | RSC Anderlecht                                           | 1-1                     | Standard Luik                                                      | Thuram Opare, Ben-Haim, Ciman, Van Damme Bulot (62' Kanu), Vainqueur, Buyens, Mujangi Bia (42' Carcela) Ezekiel (76' Stam), Batshuayi                 | 10' Opare 32' Ciman 57' Vainqueur 58' Opare 85' Vainqueur                  |
| 27 oktober 2013 18:00 Constant Vanden Stockstadion Anderlecht | 1' Kljestan                                              | 1-0 1-1                 | 37' Ezekiel                                                        | Thuram Opare, Ben-Haim, Ciman, Van Damme Bulot (62' Kanu), Vainqueur, Buyens, Mujangi Bia (42' Carcela) Ezekiel (76' Stam), Batshuayi                 | 10' Opare 32' Ciman 57' Vainqueur 58' Opare 85' Vainqueur                  |
| 31 oktober 2013 20:30 Stade Maurice Dufrasne Luik             | Standard Luik                                            | 2-2                     | Waasland-Beveren                                                   | Thuram Ciman (46' Van Damme), Ben-Haim, Kanu, Stam Bulot (77' Carcela), De Sart, Cissé, Mpoku Reza (60' Ezekiel), Batshuayi                           | 47' Ben-Haim 89' Stam                                                      |
| 31 oktober 2013 20:30 Stade Maurice Dufrasne Luik             | 15' Reza 65' Batshuayi                                   | 1-0 1-1 2-1 2-2         | 20' Emond 73' Blondelle                                            | Thuram Ciman (46' Van Damme), Ben-Haim, Kanu, Stam Bulot (77' Carcela), De Sart, Cissé, Mpoku Reza (60' Ezekiel), Batshuayi                           | 47' Ben-Haim 89' Stam                                                      |
| 3 november 2013 14:30 Ghelamco Arena Gent                     | AA Gent                                                  | 0-1                     | Standard Luik                                                      | Thuram Opare, Kanu, Arslanagic, Van Damme Carcela (62' Bulot), Vainqueur (84' Öztürk), Buyens, Mpoku Ezekiel, Batshuayi (87' Stam)                    | 41' Vainqueur 60' Batshuayi 86' Arslanagic 90+3' Öztürk                    |
| 3 november 2013 14:30 Ghelamco Arena Gent                     |                                                          | 0-1                     | 55' Batshuayi                                                      | Thuram Opare, Kanu, Arslanagic, Van Damme Carcela (62' Bulot), Vainqueur (84' Öztürk), Buyens, Mpoku Ezekiel, Batshuayi (87' Stam)                    | 41' Vainqueur 60' Batshuayi 86' Arslanagic 90+3' Öztürk                    |
| 10 november 2013 14:30 Stade Maurice Dufrasne Luik            | Standard Luik                                            | 0-0                     | Club Brugge                                                        | Kawashima Opare, Kanu, Ben-Haim, Van Damme Carcela, Vainqueur, Buyens, Mpoku (46' Mujangi Bia) Ezekiel (66' De Camargo), Batshuayi                    | 55' Vainqueur 61' Buyens 89' Ben-Haim                                      |
| 10 november 2013 14:30 Stade Maurice Dufrasne Luik            |                                                          |                         |                                                                    | Kawashima Opare, Kanu, Ben-Haim, Van Damme Carcela, Vainqueur, Buyens, Mpoku (46' Mujangi Bia) Ezekiel (66' De Camargo), Batshuayi                    | 55' Vainqueur 61' Buyens 89' Ben-Haim                                      |
| Terugronde                                                    |                                                          |                         |                                                                    | |                                                                            |
| 24 november 2013 20:30 Stade Maurice Dufrasne Luik            | Standard Luik                                            | 1-0                     | RAEC Mons                                                          | Kawashima Stam, Kanu, Ciman, Van Damme Bulot, De Sart, Buyens (80' Cissé), Carcela (46' Mpoku) De Camargo (62' Ezekiel), Batshuayi                    | 45+1' Kanu 58' De Sart                                                     |
| 24 november 2013 20:30 Stade Maurice Dufrasne Luik            | 41' De Sart                                              | 1-0                     |                                                                    | Kawashima Stam, Kanu, Ciman, Van Damme Bulot, De Sart, Buyens (80' Cissé), Carcela (46' Mpoku) De Camargo (62' Ezekiel), Batshuayi                    | 45+1' Kanu 58' De Sart                                                     |
| 30 november 2013 20:00 Herman Vanderpoortenstadion Lier       | Lierse SK                                                | 0-5                     | Standard Luik                                                      | Kawashima Opare, Ciman, Arslanagic, Van Damme Bulot (64' Mujangi Bia), Vainqueur, De Sart (64' Buyens), Mpoku Ezekiel, Batshuayi (82' De Camargo)     | 7' Batshuayi 25' Van Damme 52' Vainqueur 69' Mpoku 83' Ciman 88' Vainqueur |
| 30 november 2013 20:00 Herman Vanderpoortenstadion Lier       |                                                          | 0-1 0-2 0-3 0-4 0-5     | 16' Batshuayi 51' Batshuayi 74' Vainqueur 85' De Camargo 87' Mpoku | Kawashima Opare, Ciman, Arslanagic, Van Damme Bulot (64' Mujangi Bia), Vainqueur, De Sart (64' Buyens), Mpoku Ezekiel, Batshuayi (82' De Camargo)     | 7' Batshuayi 25' Van Damme 52' Vainqueur 69' Mpoku 83' Ciman 88' Vainqueur |
| 8 december 2013 14:30 Den Dreef Leuven                        | Oud-Heverlee Leuven                                      | 0-0                     | Standard Luik                                                      | Kawashima Opare, Kanu, Arslanagic, Van Damme Mujangi Bia, De Sart (61' Bulot), Öztürk, Carcela Ezekiel (80' Stam), De Camargo (54' Batshuayi)         | 45+1' Carcela 77' Öztürk 90+3' Van Damme                                   |
| 8 december 2013 14:30 Den Dreef Leuven                        |                                                          |                         |                                                                    | Kawashima Opare, Kanu, Arslanagic, Van Damme Mujangi Bia, De Sart (61' Bulot), Öztürk, Carcela Ezekiel (80' Stam), De Camargo (54' Batshuayi)         | 45+1' Carcela 77' Öztürk 90+3' Van Damme                                   |
| 15 december 2013 14:30 Stade Maurice Dufrasne Luik            | Standard Luik                                            | 3-1                     | KRC Genk                                                           | Kawashima Opare, Ciman, Arslanagic, Van Damme Mujangi Bia (80' Bulot), Vainqueur, De Sart, Mpoku (87' Buyens) Ezekiel, Batshuayi (84' De Camargo)     | 6' Arslanagic 69' Ezekiel                                                  |
| 15 december 2013 14:30 Stade Maurice Dufrasne Luik            | 61' Mpoku 62' Mujangi Bia 77' Mujangi Bia                | 1-0 2-0 3-0 3-1         | 90' Monrose                                                        | Kawashima Opare, Ciman, Arslanagic, Van Damme Mujangi Bia (80' Bulot), Vainqueur, De Sart, Mpoku (87' Buyens) Ezekiel, Batshuayi (84' De Camargo)     | 6' Arslanagic 69' Ezekiel                                                  |
| 22 december 2013 18:00 Stade Maurice Dufrasne Luik            | Standard Luik                                            | 1-1                     | RSC Anderlecht                                                     | Kawashima Opare, Ciman, Arslanagic, Van Damme Mujangi Bia, Vainqueur, De Sart (72' Öztürk), Mpoku Ezekiel, Batshuayi                                  | 62' De Sart 90+1' Opare 90+1' Öztürk                                       |
| 22 december 2013 18:00 Stade Maurice Dufrasne Luik            | 55' Batshuayi                                            | 0-1 1-1                 | 19' Praet                                                          | Kawashima Opare, Ciman, Arslanagic, Van Damme Mujangi Bia, Vainqueur, De Sart (72' Öztürk), Mpoku Ezekiel, Batshuayi                                  | 62' De Sart 90+1' Opare 90+1' Öztürk                                       |
| 27 december 2013 20:00 Guldensporenstadion Kortrijk           | KV Kortrijk                                              | 1-5                     | Standard Luik                                                      | Kawashima Stam (82' De Sart), Ciman, Arslanagic, Van Damme Mujangi Bia (57' Ben-Haim), Vainqueur, Buyens, Mpoku Ezekiel, Batshuayi (74' De Camargo)   | 10' Ciman 66' Ben-Haim 86' Arslanagic                                      |
| 27 december 2013 20:00 Guldensporenstadion Kortrijk           | 55' Coulibaly                                            | 0-1 0-2 0-3 1-3 1-4 1-5 | 6' Van Damme 13' Ezekiel 45' Ezekiel 61' Batshuayi 78' De Camargo  | Kawashima Stam (82' De Sart), Ciman, Arslanagic, Van Damme Mujangi Bia (57' Ben-Haim), Vainqueur, Buyens, Mpoku Ezekiel, Batshuayi (74' De Camargo)   | 10' Ciman 66' Ben-Haim 86' Arslanagic                                      |
| 18 januari 2014 18:00 Stade Maurice Dufrasne Luik             | Standard Luik                                            | 2-0                     | KV Oostende                                                        | Kawashima Opare (39' Stam), Ciman, Arslanagic, Van Damme Milosevic (62' De Sart), Vainqueur, Buyens, Mpoku Ezekiel, Batshuayi (56' De Camargo)        | 44' Buyens 58' Vainqueur                                                   |
| 18 januari 2014 18:00 Stade Maurice Dufrasne Luik             | 37' Batshuayi 71' De Camargo                             | 1-0 2-0                 |                                                                    | Kawashima Opare (39' Stam), Ciman, Arslanagic, Van Damme Milosevic (62' De Sart), Vainqueur, Buyens, Mpoku Ezekiel, Batshuayi (56' De Camargo)        | 44' Buyens 58' Vainqueur                                                   |
| 24 januari 2014 20:30 Daknamstadion Lokeren                   | KSC Lokeren                                              | 0-1                     | Standard Luik                                                      | Kawashima Opare, Ciman, Arslanagic, Van Damme Mujangi Bia (58' Buyens), Vainqueur, De Sart (80' Stam), Mpoku Ezekiel, Batshuayi (70' De Camargo)      | 54' Van Damme 70' Batshuayi 87' Buyens                                     |
| 24 januari 2014 20:30 Daknamstadion Lokeren                   |                                                          | 0-1                     | 8' Persoons (own)                                                  | Kawashima Opare, Ciman, Arslanagic, Van Damme Mujangi Bia (58' Buyens), Vainqueur, De Sart (80' Stam), Mpoku Ezekiel, Batshuayi (70' De Camargo)      | 54' Van Damme 70' Batshuayi 87' Buyens                                     |
| 1 februari 2014 18:00 Stade Maurice Dufrasne Luik             | Standard Luik                                            | 4-0                     | Cercle Brugge                                                      | Kawashima Opare, Kanu, Ciman, Stam Mujangi Bia (68' Carcela), Vainqueur (80' Bulot), De Sart, Mpoku Ezekiel (75' De Camargo), Batshuayi               | 41' Ciman 71' Vainqueur                                                    |
| 1 februari 2014 18:00 Stade Maurice Dufrasne Luik             | 9' Batshuayi 55' Ezekiel 66' Batshuayi 88' Mpoku         | 1-0 2-0 3-0 4-0         |                                                                    | Kawashima Opare, Kanu, Ciman, Stam Mujangi Bia (68' Carcela), Vainqueur (80' Bulot), De Sart, Mpoku Ezekiel (75' De Camargo), Batshuayi               | 41' Ciman 71' Vainqueur                                                    |
| 9 februari 2014 14:30 Stade Maurice Dufrasne Luik             | Standard Luik                                            | 2-0                     | Zulte Waregem                                                      | Kawashima Stam, Arslanagic, Ciman, Van Damme Mujangi Bia (72' Carcela), Vainqueur, De Sart, Mpoku Ezekiel (72' De Camargo), Batshuayi (87' Buyens)    | 41' Ezekiel 61' Van Damme 90+3' Carcela                                    |
| 9 februari 2014 14:30 Stade Maurice Dufrasne Luik             | 71' Mpoku 78' Van Damme                                  | 1-0 2-0                 |                                                                    | Kawashima Stam, Arslanagic, Ciman, Van Damme Mujangi Bia (72' Carcela), Vainqueur, De Sart, Mpoku Ezekiel (72' De Camargo), Batshuayi (87' Buyens)    | 41' Ezekiel 61' Van Damme 90+3' Carcela                                    |
| 15 februari 2014 18:00 Stade du Pays de Charleroi Charleroi   | Sporting Charleroi                                       | 0-1                     | Standard Luik                                                      | Kawashima Stam, Arslanagic, Ciman, Van Damme Mujangi Bia (86' Bulot), Vainqueur, De Sart, Mpoku (71' Carcela) Ezekiel (71' De Camargo), Batshuayi     | 18' Arslanagic 90+4' Batshuayi                                             |
| 15 februari 2014 18:00 Stade du Pays de Charleroi Charleroi   |                                                          | 0-1                     | 75' Carcela                                                        | Kawashima Stam, Arslanagic, Ciman, Van Damme Mujangi Bia (86' Bulot), Vainqueur, De Sart, Mpoku (71' Carcela) Ezekiel (71' De Camargo), Batshuayi     | 18' Arslanagic 90+4' Batshuayi                                             |
| 23 februari 2014 18:00 Stade Maurice Dufrasne Luik            | Standard Luik                                            | 2-3                     | AA Gent                                                            | Kawashima Opare (56' Stam), Kanu, Ciman, Van Damme Carcela (76' Bulot), Vainqueur, De Sart, Mpoku (56' Mujangi Bia) Ezekiel, De Camargo               | 14' Opare 52' Carcela                                                      |
| 23 februari 2014 18:00 Stade Maurice Dufrasne Luik            | 16' De Sart 87' Mujangi Bia                              | 1-0 1-1 1-2 2-2 2-3     | 25' Kanu (own) 28' Lepoint 90' Puljic                              | Kawashima Opare (56' Stam), Kanu, Ciman, Van Damme Carcela (76' Bulot), Vainqueur, De Sart, Mpoku (56' Mujangi Bia) Ezekiel, De Camargo               | 14' Opare 52' Carcela                                                      |
| 2 maart 2014 14:30 Jan Breydelstadion Brugge                  | Club Brugge                                              | 1-0                     | Standard Luik                                                      | Kawashima Stam, Arslanagic, Ciman, Van Damme Mujangi Bia (35' Bulot), Vainqueur, De Sart (57' Buyens), Mpoku Ezekiel (79' De Camargo), Batshuayi      | 35' Batshuayi 72' Ciman                                                    |
| 2 maart 2014 14:30 Jan Breydelstadion Brugge                  | 78' Jørgensen                                            | 1-0                     |                                                                    | Kawashima Stam, Arslanagic, Ciman, Van Damme Mujangi Bia (35' Bulot), Vainqueur, De Sart (57' Buyens), Mpoku Ezekiel (79' De Camargo), Batshuayi      | 35' Batshuayi 72' Ciman                                                    |
| 8 maart 2014 20:00 Stade Maurice Dufrasne Luik                | Standard Luik                                            | 2-0                     | KV Mechelen                                                        | Kawashima Stam, Arslanagic, Ciman, Van Damme Carcela, Vainqueur (74' Cissé), Buyens (60' Ezekiel), Mpoku De Camargo (74' Bulot), Batshuayi            | 45+1' Vainqueur 68' Carcela 85' Ezekiel                                    |
| 8 maart 2014 20:00 Stade Maurice Dufrasne Luik                | 72' Batshuayi 84' Ezekiel                                | 1-0 2-0                 |                                                                    | Kawashima Stam, Arslanagic, Ciman, Van Damme Carcela, Vainqueur (74' Cissé), Buyens (60' Ezekiel), Mpoku De Camargo (74' Bulot), Batshuayi            | 45+1' Vainqueur 68' Carcela 85' Ezekiel                                    |
| 16 maart 2014 18:00 Freethiel Beveren                         | Waasland-Beveren                                         | 1-1                     | Standard Luik                                                      | Kawashima Opare (81' Stam), Arslanagic, Ciman, Van Damme Carcela, Bulot (32' De Sart), Cissé, Mpoku De Camargo (72' Mbombo), Batshuayi                | 24' Bulot                                                                  |
| 16 maart 2014 18:00 Freethiel Beveren                         | 38' Veselinović                                          | 1-0 1-1                 | 64' Ciman                                                          | Kawashima Opare (81' Stam), Arslanagic, Ciman, Van Damme Carcela, Bulot (32' De Sart), Cissé, Mpoku De Camargo (72' Mbombo), Batshuayi                | 24' Bulot                                                                  |
| Play-off I                                                    |                                                          |                         |                                                                    | |                                                                            |
| 30 maart 2014 18:00 Stade Maurice Dufrasne Luik               | Standard Luik                                            | 1-0                     | RSC Anderlecht                                                     | Kawashima Stam, Arslanagic, Ciman, Van Damme Carcela, Vainqueur (84' Cissé), De Sart, Mpoku (69' Bulot) Ezekiel (78' De Camargo), Batshuayi           | 45+1' Van Damme 84' Carcela                                                |
| 30 maart 2014 18:00 Stade Maurice Dufrasne Luik               | 19' Carcela                                              | 1-0                     |                                                                    | Kawashima Stam, Arslanagic, Ciman, Van Damme Carcela, Vainqueur (84' Cissé), De Sart, Mpoku (69' Bulot) Ezekiel (78' De Camargo), Batshuayi           | 45+1' Van Damme 84' Carcela                                                |
| 4 april 2014 20:30 Regenboogstadion Waregem                   | Zulte Waregem                                            | 2-0                     | Standard Luik                                                      | Kawashima Stam (46' Opare), Arslanagic, Ciman, Van Damme Carcela, Vainqueur, De Sart (88' Buyens), Mpoku (69' De Camargo) Ezekiel, Batshuayi          |                                                                            |
| 4 april 2014 20:30 Regenboogstadion Waregem                   | 48' Sylla 68' Kums                                       | 1-0 2-0                 |                                                                    | Kawashima Stam (46' Opare), Arslanagic, Ciman, Van Damme Carcela, Vainqueur, De Sart (88' Buyens), Mpoku (69' De Camargo) Ezekiel, Batshuayi          |                                                                            |
| 13 april 2014 18:00 Cristal Arena Genk                        | KRC Genk                                                 | 2-2                     | Standard Luik                                                      | Kawashima Opare (52' Ben Haim), Arslanagic, Ciman, Van Damme Bulot (70' Mujangi Bia), Vainqueur, Buyens, Mpoku Ezekiel (65' Cissé), Batshuayi         | 17' Buyens 38' Buyens                                                      |
| 13 april 2014 18:00 Cristal Arena Genk                        | 8' Vossen 59' Schrijvers                                 | 1-0 1-1 1-2 2-2         | 41' Bulot 51' Batshuayi                                            | Kawashima Opare (52' Ben Haim), Arslanagic, Ciman, Van Damme Bulot (70' Mujangi Bia), Vainqueur, Buyens, Mpoku Ezekiel (65' Cissé), Batshuayi         | 17' Buyens 38' Buyens                                                      |
| 17 april 2014 20:30 Stade Maurice Dufrasne Luik               | Standard Luik                                            | 2-2                     | KSC Lokeren                                                        | Kawashima Ben Haim (77' Ezekiel), Arslanagic, Ciman, Van Damme Vainqueur, De Sart (46' Mujangi Bia), Bulot (60' De Camargo) Carcela, Batshuayi, Mpoku | 55' Vainqueur                                                              |
| 17 april 2014 20:30 Stade Maurice Dufrasne Luik               | 68' Batshuayi 86' Mujangi Bia                            | 0-1 0-2 1-2 2-2         | 44' Harbaoui 64' Harbaoui                                          | Kawashima Ben Haim (77' Ezekiel), Arslanagic, Ciman, Van Damme Vainqueur, De Sart (46' Mujangi Bia), Bulot (60' De Camargo) Carcela, Batshuayi, Mpoku | 55' Vainqueur                                                              |
| 21 april 2014 14:30 Jan Breydelstadion Brugge                 | Club Brugge                                              | 0-0                     | Standard Luik                                                      | Kawashima Opare, Kanu, Ciman, Van Damme Carcela (90+3' Bulot), Vainqueur, Mpoku, Mujangi Bia (62' Buyens) Ezekiel (71' De Camargo), Batshuayi         | 18' Ezekiel                                                                |
| 21 april 2014 14:30 Jan Breydelstadion Brugge                 |                                                          |                         |                                                                    | Kawashima Opare, Kanu, Ciman, Van Damme Carcela (90+3' Bulot), Vainqueur, Mpoku, Mujangi Bia (62' Buyens) Ezekiel (71' De Camargo), Batshuayi         | 18' Ezekiel                                                                |
| 27 april 2014 18:00 Constant Vanden Stockstadion Anderlecht   | RSC Anderlecht                                           | 2-1                     | Standard Luik                                                      | Kawashima Opare, Kanu, Ciman, Van Damme Carcela (79' Mujangi Bia), Vainqueur, Buyens (69' Cissé), Mpoku De Camargo (71' Ezekiel), Batshuayi           | 10' Buyens 80' Kanu 90+1' Mpoku                                            |
| 27 april 2014 18:00 Constant Vanden Stockstadion Anderlecht   | 52' Mbemba 78' Mitrovic                                  | 0-1 1-1 2-1             | 28' Mbemba (own)                                                   | Kawashima Opare, Kanu, Ciman, Van Damme Carcela (79' Mujangi Bia), Vainqueur, Buyens (69' Cissé), Mpoku De Camargo (71' Ezekiel), Batshuayi           | 10' Buyens 80' Kanu 90+1' Mpoku                                            |
| 2 mei 2014 20:30 Stade Maurice Dufrasne Luik                  | Standard Luik                                            | 4-1                     | Zulte Waregem                                                      | Kawashima Opare, Kanu, Ciman, Van Damme Carcela (63' Mpoku), Vainqueur, De Sart, Mujangi Bia De Camargo (69' Ezekiel), Batshuayi (76' Stam)           | 35' Vainqueur 71' Van Damme                                                |
| 2 mei 2014 20:30 Stade Maurice Dufrasne Luik                  | 10' De Camargo 20' Mujangi Bia 54' Batshuayi 81' Ezekiel | 1-0 2-0 3-0 3-1 4-1     | 68' Hazard                                                         | Kawashima Opare, Kanu, Ciman, Van Damme Carcela (63' Mpoku), Vainqueur, De Sart, Mujangi Bia De Camargo (69' Ezekiel), Batshuayi (76' Stam)           | 35' Vainqueur 71' Van Damme                                                |
| 11 mei 2014 14:30 Stade Maurice Dufrasne Luik                 | Standard Luik                                            | 0-1                     | Club Brugge                                                        | Kawashima Opare, Kanu, Ciman, Van Damme Carcela, Buyens (70' Bulot), De Sart, Mujangi Bia (31' Mpoku) De Camargo (74' Ezekiel), Batshuayi             | 33' Kanu 75' Ciman 90+3' De Sart                                           |
| 11 mei 2014 14:30 Stade Maurice Dufrasne Luik                 |                                                          | 0-1                     | 57' Sobota                                                         | Kawashima Opare, Kanu, Ciman, Van Damme Carcela, Buyens (70' Bulot), De Sart, Mujangi Bia (31' Mpoku) De Camargo (74' Ezekiel), Batshuayi             | 33' Kanu 75' Ciman 90+3' De Sart                                           |
| 15 mei 2014 20:30 Daknamstadion Lokeren                       | KSC Lokeren                                              | 1-3                     | Standard Luik                                                      | Kawashima Opare, Kanu, Ciman, Van Damme Carcela (67' Bulot), De Sart, Buyens, Mpoku De Camargo (87' Mbombo), Ezekiel                                  | 82' Buyens                                                                 |
| 15 mei 2014 20:30 Daknamstadion Lokeren                       | 90+1' Opare (own)                                        | 0-1 0-2 0-3 1-3         | 1' De Camargo 31' Ezekiel 63' Mpoku                                | Kawashima Opare, Kanu, Ciman, Van Damme Carcela (67' Bulot), De Sart, Buyens, Mpoku De Camargo (87' Mbombo), Ezekiel                                  | 82' Buyens                                                                 |
| 18 mei 2014 14:30 Stade Maurice Dufrasne Luik                 | Standard Luik                                            | 1-0                     | KRC Genk                                                           | Kawashima Opare, Kanu, Ciman, Van Damme Carcela (90+1' Stam), Vainqueur, De Sart, Mpoku (63' Bulot) De Camargo (64' Batshuayi), Ezekiel               | 90+3' Vainqueur                                                            |
| 18 mei 2014 14:30 Stade Maurice Dufrasne Luik                 | 3' Carcela                                               | 1-0                     |                                                                    | Kawashima Opare, Kanu, Ciman, Van Damme Carcela (90+1' Stam), Vainqueur, De Sart, Mpoku (63' Bulot) De Camargo (64' Batshuayi), Ezekiel               | 90+3' Vainqueur                                                            |

### Overzicht
| Speeldag  | 1 | 2 | 3 | 4  | 5  | 6  | 7  | 8  | 9  | 10 | 11 | 12 | 13 | 14 | 15 | 16 | 17 | 18 | 19 | 20 | 21 | 22 | 23 | 24 | 25 | 26 | 27 | 28 | 29 | 30 |  | 1  | 2  | 3  | 4  | 5  | 6  | 7  | 8  | 9  | 10 |
| --------- | - | - | - | -- | -- | -- | -- | -- | -- | -- | -- | -- | -- | -- | -- | -- | -- | -- | -- | -- | -- | -- | -- | -- | -- | -- | -- | -- | -- | -- |  | -- | -- | -- | -- | -- | -- | -- | -- | -- | -- |
| Resultaat | w | w | w | w  | w  | w  | w  | w  | w  | v  | g  | g  | g  | w  | g  | w  | w  | g  | w  | g  | w  | w  | w  | w  | w  | w  | v  | v  | w  | g  |  | w  | v  | g  | g  | g  | v  | w  | v  | w  | w  |
| Punten    | 3 | 6 | 9 | 12 | 15 | 18 | 21 | 24 | 27 | 27 | 28 | 29 | 30 | 33 | 34 | 37 | 40 | 41 | 44 | 45 | 48 | 51 | 54 | 57 | 60 | 63 | 63 | 63 | 66 | 67 |  | 37 | 37 | 38 | 39 | 40 | 40 | 43 | 43 | 46 | 49 |
| Positie   | 3 | 2 | 1 | 1  | 1  | 1  | 1  | 1  | 1  | 1  | 1  | 1  | 1  | 1  | 1  | 1  | 1  | 1  | 1  | 1  | 1  | 1  | 1  | 1  | 1  | 1  | 1  | 1  | 1  | 1  |  | 1  | 1  | 1  | 1  | 1  | 2  | 1  | 3  | 2  | 2  |

### Klassement voor de Play-offs
|        |    |                     | P  | W  | G  | V  | +  | -  | DS  | Ptn |
| ------ | -- | ------------------- | -- | -- | -- | -- | -- | -- | --- | --- |
| PO I   | 1  | Standard Luik       | 30 | 20 | 7  | 3  | 59 | 17 | +42 | 67  |
| PO I   | 2  | Club Brugge         | 30 | 19 | 6  | 5  | 54 | 28 | +26 | 63  |
| PO I   | 3  | RSC Anderlecht      | 30 | 18 | 3  | 9  | 61 | 31 | +30 | 57  |
| PO I   | 4  | SV Zulte Waregem    | 30 | 14 | 11 | 5  | 51 | 38 | +13 | 53  |
| PO I   | 5  | KSC Lokeren OV      | 30 | 15 | 6  | 9  | 48 | 31 | +17 | 51  |
| PO I   | 6  | KRC Genk            | 30 | 14 | 3  | 13 | 42 | 39 | +3  | 45  |
| PO II  | 7  | AA Gent             | 30 | 12 | 8  | 10 | 39 | 37 | +2  | 44  |
| PO II  | 8  | KV Kortrijk         | 30 | 10 | 9  | 11 | 42 | 44 | −2  | 39  |
| PO II  | 9  | KV Oostende         | 30 | 9  | 7  | 14 | 28 | 46 | −18 | 34  |
| PO II  | 10 | Sporting Charleroi  | 30 | 8  | 10 | 12 | 36 | 41 | −5  | 34  |
| PO II  | 11 | Cercle Brugge       | 30 | 9  | 6  | 15 | 29 | 55 | −26 | 33  |
| PO II  | 12 | Lierse SK           | 30 | 9  | 5  | 16 | 36 | 53 | −17 | 32  |
| PO II  | 13 | KV Mechelen         | 30 | 8  | 7  | 15 | 34 | 51 | −17 | 31  |
| PO II  | 14 | Waasland-Beveren    | 30 | 6  | 13 | 11 | 28 | 35 | −7  | 31  |
| PO III | 15 | Oud-Heverlee Leuven | 30 | 6  | 9  | 15 | 30 | 47 | −17 | 27  |
| PO III | 16 | RAEC Mons           | 30 | 6  | 4  | 20 | 29 | 53 | −24 | 22  |

### Klassement Play-off I
|           | #  | Club           | GS | W | G | V | DV | DT | DS  | PTN |
| --------- | -- | -------------- | -- | - | - | - | -- | -- | --- | --- |
| K         | 1. | RSC Anderlecht | 10 | 7 | 1 | 2 | 17 | 6  | +11 | 51  |
| CL        | 2. | Standard Luik  | 10 | 4 | 3 | 3 | 14 | 11 | +3  | 49  |
| EL        | 3. | Club Brugge    | 10 | 5 | 1 | 4 | 16 | 11 | +5  | 48  |
| (barrage) | 4. | Zulte Waregem  | 10 | 4 | 2 | 4 | 16 | 15 | +1  | 41  |
| (beker)   | 5. | KSC Lokeren    | 10 | 2 | 2 | 6 | 14 | 25 | −11 | 34  |
|           | 6. | KRC Genk       | 10 | 2 | 3 | 5 | 10 | 19 | −9  | 32  |

### Statistieken
| Nr. | Naam                 | Wed. |    |    |   |    |    |
| --- | -------------------- | ---- | -- | -- | - | -- | -- |
| 1   | Eiji Kawashima       | 37   | 0  | 1  | 0 | 0  | 0  |
| 2   | Alessandro Iandoli   | 3    | 0  | 1  | 0 | 2  | 0  |
| 3   | Corentin Fiore       | 0    | 0  | 0  | 0 | 0  | 0  |
| 4   | Daniel Opare         | 30   | 0  | 5  | 0 | 1  | 4  |
| 5   | Pierre-Yves Ngawa    | 0    | 0  | 0  | 0 | 0  | 0  |
| 6   | Laurent Ciman        | 37   | 3  | 9  | 0 | 0  | 1  |
| 7   | Reza Ghoochannejhad  | 1    | 1  | 0  | 0 | 0  | 1  |
| 8   | Ronnie Stam          | 21   | 0  | 1  | 0 | 10 | 2  |
| 10  | Igor de Camargo      | 31   | 5  | 0  | 0 | 18 | 10 |
| 11  | Frédéric Bulot       | 28   | 1  | 4  | 1 | 16 | 10 |
| 14  | Yuji Ono             | 0    | 0  | 0  | 0 | 0  | 0  |
| 15  | Julien De Sart       | 24   | 2  | 3  | 1 | 5  | 7  |
| 17  | Yoni Buyens          | 24   | 0  | 5  | 1 | 8  | 6  |
| 18  | Anthony Moris        | 0    | 0  | 0  | 0 | 0  | 0  |
| 21  | William Vainqueur    | 29   | 1  | 11 | 2 | 1  | 6  |
| 23  | Michy Batshuayi      | 39   | 21 | 6  | 0 | 4  | 11 |
| 25  | Kanu                 | 24   | 1  | 4  | 1 | 1  | 0  |
| 26  | Tal Ben-Haim         | 10   | 0  | 3  | 0 | 5  | 1  |
| 30  | Yohann Thuram        | 3    | 0  | 0  | 0 | 0  | 0  |
| 33  | Mehdi Carcela        | 25   | 3  | 3  | 2 | 7  | 9  |
| 36  | Dino Arslanagic      | 17   | 0  | 4  | 0 | 0  | 0  |
| 37  | Jelle Van Damme      | 38   | 3  | 5  | 2 | 1  | 2  |
| 39  | Imoh Ezekiel         | 39   | 12 | 6  | 0 | 6  | 14 |
| 40  | Paul José Mpoku      | 37   | 8  | 2  | 0 | 7  | 11 |
| 44  | Ibrahima Cissé       | 16   | 0  | 1  | 0 | 7  | 2  |
| 45  | François Marquet     | 0    | 0  | 0  | 0 | 0  | 0  |
| 52  | Yannis Mbombo        | 2    | 0  | 0  | 0 | 2  | 0  |
| 53  | Deni Milošević       | 1    | 0  | 0  | 0 | 0  | 1  |
| 63  | Geoffrey Mujangi Bia | 29   | 9  | 0  | 0 | 6  | 12 |
| 75  | Alpaslan Öztürk      | 11   | 0  | 6  | 0 | 5  | 4  |
| 89  | Anıl Koç             | 0    | 0  | 0  | 0 | 0  | 0  |

## Beker van België

### Wedstrijden
| Beker van België                                             |                   |                 |                                         | |               |
| Wedstrijddetails                                             | Thuisploeg        | Uitslag         | Uitploeg                                | Opstelling | Kaarten       |
| 1/16 finale                                                  |                   |                 |                                         | |               |
| 25 september 2013 20:00 Fallonstadion Sint-Lambrechts-Woluwe | WS Bruxelles (II) | 0-4             | Standard Luik                           | Kawashima Stam, Ciman, Arslanagic, Iandoli Carcela, Buyens, Öztürk, Mpoku (58' De Sart) Ezekiel (46' Biton), Ghoochanejhad                       | 56' Öztürk    |
| 25 september 2013 20:00 Fallonstadion Sint-Lambrechts-Woluwe |                   | 0-1 0-2 0-3 0-4 | 3' Mpoku 32' Ezekiel 44' Reza 81' Biton | Kawashima Stam, Ciman, Arslanagic, Iandoli Carcela, Buyens, Öztürk, Mpoku (58' De Sart) Ezekiel (46' Biton), Ghoochanejhad                       | 56' Öztürk    |
| 1/8 finale                                                   |                   |                 |                                         | |               |
| 4 december 2013 20:00 Jan Breydelstadion Brugge              | Cercle Brugge     | 1-0             | Standard Luik                           | Thuram Opare, Ciman (87' De Camargo), Arslanagic, Van Damme Mujangi Bia, Vainqueur, De Sart (71' Buyens), Mpoku (66' Carcela) Ezekiel, Batshuayi | 80' Van Damme |
| 4 december 2013 20:00 Jan Breydelstadion Brugge              | 83' Smolders      | 1-0             |                                         | Thuram Opare, Ciman (87' De Camargo), Arslanagic, Van Damme Mujangi Bia, Vainqueur, De Sart (71' Buyens), Mpoku (66' Carcela) Ezekiel, Batshuayi | 80' Van Damme |

### Statistieken
| Nr. | Naam                 | Wed. |   |   |   |   |   |
| --- | -------------------- | ---- | - | - | - | - | - |
| 1   | Eiji Kawashima       | 1    | 0 | 0 | 0 | 0 | 0 |
| 2   | Alessandro Iandoli   | 1    | 0 | 0 | 0 | 0 | 0 |
| 3   | Corentin Fiore       | 0    | 0 | 0 | 0 | 0 | 0 |
| 4   | Daniel Opare         | 1    | 0 | 0 | 0 | 0 | 0 |
| 5   | Pierre-Yves Ngawa    | 0    | 0 | 0 | 0 | 0 | 0 |
| 6   | Laurent Ciman        | 2    | 0 | 0 | 0 | 0 | 1 |
| 7   | Reza Ghoochannejhad  | 1    | 1 | 0 | 0 | 0 | 0 |
| 8   | Ronnie Stam          | 1    | 0 | 0 | 0 | 0 | 0 |
| 10  | Igor de Camargo      | 1    | 0 | 0 | 0 | 1 | 0 |
| 11  | Frédéric Bulot       | 0    | 0 | 0 | 0 | 0 | 0 |
| 14  | Yuji Ono             | 0    | 0 | 0 | 0 | 0 | 0 |
| 15  | Julien De Sart       | 2    | 0 | 0 | 0 | 1 | 1 |
| 17  | Yoni Buyens          | 2    | 0 | 0 | 0 | 1 | 0 |
| 18  | Anthony Moris        | 0    | 0 | 0 | 0 | 0 | 0 |
| 20  | David Biton          | 1    | 1 | 0 | 0 | 1 | 0 |
| 21  | William Vainqueur    | 1    | 0 | 0 | 0 | 0 | 0 |
| 23  | Michy Batshuayi      | 1    | 0 | 0 | 0 | 0 | 0 |
| 25  | Kanu                 | 0    | 0 | 0 | 0 | 0 | 0 |
| 26  | Tal Ben-Haim         | 0    | 0 | 0 | 0 | 0 | 0 |
| 33  | Mehdi Carcela        | 1    | 0 | 0 | 0 | 1 | 0 |
| 36  | Dino Arslanagic      | 2    | 0 | 0 | 0 | 0 | 0 |
| 37  | Jelle Van Damme      | 1    | 0 | 1 | 0 | 0 | 0 |
| 39  | Imoh Ezekiel         | 2    | 1 | 0 | 0 | 0 | 1 |
| 40  | Paul José Mpoku      | 2    | 1 | 0 | 0 | 0 | 2 |
| 44  | Ibrahima Cissé       | 0    | 0 | 0 | 0 | 0 | 0 |
| 45  | François Marquet     | 0    | 0 | 0 | 0 | 0 | 0 |
| 63  | Geoffrey Mujangi Bia | 1    | 0 | 0 | 0 | 0 | 0 |
| 75  | Alpaslan Öztürk      | 1    | 0 | 1 | 0 | 0 | 0 |
| 89  | Anıl Koç             | 0    | 0 | 0 | 0 | 0 | 0 |

## UEFA Europa League

### Wedstrijden
| UEFA Europa League                                  |                                        |                 |                                      | |                                                       |
| Wedstrijddetails                                    | Thuisploeg                             | Uitslag         | Uitploeg                             | Opstelling | Kaarten                                               |
| Tweede voorronde                                    |                                        |                 |                                      | |                                                       |
| 18 juli 2013 21:15 KR-völlur Reykjavik              | KR Reykjavík                           | 1-3             | Standard Luik                        | Kawashima Opare, Kanu, Arslanagic, Van Damme Mujangi Bia (66' Bulot), Vainqueur (74' Cissé), Buyens, Mpoku Ezekiel (82' Biton), Batshuayi         | 20' Kanu 62' Vainqueur                                |
| 18 juli 2013 21:15 KR-völlur Reykjavik              | 36' Finnbogason                        | 1-0 1-1 1-2 1-3 | 45' Kanu 63' Batshuayi 90+3' Mpoku   | Kawashima Opare, Kanu, Arslanagic, Van Damme Mujangi Bia (66' Bulot), Vainqueur (74' Cissé), Buyens, Mpoku Ezekiel (82' Biton), Batshuayi         | 20' Kanu 62' Vainqueur                                |
| 25 juli 2013 20:30 Stade Maurice Dufrasne Luik      | Standard Luik                          | 3-1             | KR Reykjavík                         | Kawashima Opare, Ciman, Arslanagic, Van Damme Bulot, Cissé, Buyens, Mpoku (63' Mujangi Bia) Biton (80' Nagai), Batshuayi (58' Ezekiel)            |                                                       |
| 25 juli 2013 20:30 Stade Maurice Dufrasne Luik      | 26' Bulot 68' Ezekiel 74' Ezekiel      | 1-0 2-0 2-1 3-1 | 70' Atlason                          | Kawashima Opare, Ciman, Arslanagic, Van Damme Bulot, Cissé, Buyens, Mpoku (63' Mujangi Bia) Biton (80' Nagai), Batshuayi (58' Ezekiel)            |                                                       |
| Derde voorronde                                     |                                        |                 |                                      | |                                                       |
| 1 augustus 2013 20:30 Skoda Xanthi Arena Xanthi     | Xanthi                                 | 1-2             | Standard Luik                        | Kawashima Opare, Ciman, Arslanagic, Iandoli Bulot, Cissé (46' Buyens), Marquet, Mujangi Bia (77' Reza) De Camargo, Ezekiel (63' Batshuayi)        | 11' Cissé 90+4' De Camargo                            |
| 1 augustus 2013 20:30 Skoda Xanthi Arena Xanthi     | 36' Dié                                | 0-1 1-1 1-2     | 18' Mujangi Bia 74' Ciman            | Kawashima Opare, Ciman, Arslanagic, Iandoli Bulot, Cissé (46' Buyens), Marquet, Mujangi Bia (77' Reza) De Camargo, Ezekiel (63' Batshuayi)        | 11' Cissé 90+4' De Camargo                            |
| 8 augustus 2013 20:30 Stade Maurice Dufrasne Luik   | Standard Luik                          | 2-1             | Xanthi                               | Kawashima Ngawa, Ben-Haim, Arslanagic, Van Damme Bulot (60' Mujangi Bia), Buyens (60' Öztürk), Marquet, Mpoku Reza (69' De Camargo), Batshuayi    |                                                       |
| 8 augustus 2013 20:30 Stade Maurice Dufrasne Luik   | 53' Bulot 70' De Camargo               | 1-0 2-0 2-1     | 85' De Guzman                        | Kawashima Ngawa, Ben-Haim, Arslanagic, Van Damme Bulot (60' Mujangi Bia), Buyens (60' Öztürk), Marquet, Mpoku Reza (69' De Camargo), Batshuayi    |                                                       |
| Play-off                                            |                                        |                 |                                      | |                                                       |
| 22 augustus 2013 20:30 Dinamostadion Minsk          | FC Minsk                               | 0-2             | Standard Luik                        | Kawashima Opare, Ben-Haim, Arslanagic, Van Damme Bulot, Cissé, De Sart, Mpoku (59' Mujangi Bia) De Camargo (69' Biton), Batshuayi (79' Ezekiel)   | 55' Mpoku 60' Batshuayi                               |
| 22 augustus 2013 20:30 Dinamostadion Minsk          |                                        | 0-1 0-2         | 56' Batshuayi 83' Bulot              | Kawashima Opare, Ben-Haim, Arslanagic, Van Damme Bulot, Cissé, De Sart, Mpoku (59' Mujangi Bia) De Camargo (69' Biton), Batshuayi (79' Ezekiel)   | 55' Mpoku 60' Batshuayi                               |
| 29 augustus 2013 20:30 Stade Maurice Dufrasne Luik  | Standard Luik                          | 3-1             | FC Minsk                             | Kawashima Opare, Ben-Haim, Arslanagic, Iandoli Mujangi Bia, Öztürk (63' Marquet), De Sart, Mpoku (66' Bulot) Reza, De Camargo (84' Cissé)         | 43' Mpoku                                             |
| 29 augustus 2013 20:30 Stade Maurice Dufrasne Luik  | 3' Mpoku 7' De Camargo 36' Mujangi Bia | 1-0 2-0 2-1 3-1 | 8' Kibuk                             | Kawashima Opare, Ben-Haim, Arslanagic, Iandoli Mujangi Bia, Öztürk (63' Marquet), De Sart, Mpoku (66' Bulot) Reza, De Camargo (84' Cissé)         | 43' Mpoku                                             |
| Groepsfase                                          |                                        |                 |                                      | |                                                       |
| 19 september 2013 19:00 Stade Maurice Dufrasne Luik | Standard Luik                          | 1-2             | Esbjerg fB                           | Kawashima Opare, Ben-Haim, Arslanagic, Van Damme Bulot, Öztürk (63' Vainqueur), De Sart, Mpoku Reza (72' Mujangi Bia), De Camargo (27' Batshuayi) | 22' De Camargo 45' Öztürk                             |
| 19 september 2013 19:00 Stade Maurice Dufrasne Luik | 75' Mujangi Bia                        | 0-1 1-1 1-2     | 64' Van Buren 90+5' Bakenga          | Kawashima Opare, Ben-Haim, Arslanagic, Van Damme Bulot, Öztürk (63' Vainqueur), De Sart, Mpoku Reza (72' Mujangi Bia), De Camargo (27' Batshuayi) | 22' De Camargo 45' Öztürk                             |
| 3 oktober 2013 21:05 Borås Arena Borås              | IF Elfsborg                            | 1-1             | Standard Luik                        | Kawashima Stam, Kanu, Arslanagic, Van Damme Mujangi Bia, Öztürk, Buyens (46' Vainqueur), Carcela (63' Mpoku) Batshuayi (79' Reza), Ezekiel        | 17' Öztürk 44' Ezekiel                                |
| 3 oktober 2013 21:05 Borås Arena Borås              | 23' Claesson                           | 1-0 1-1         | 62' Mujangi Bia                      | Kawashima Stam, Kanu, Arslanagic, Van Damme Mujangi Bia, Öztürk, Buyens (46' Vainqueur), Carcela (63' Mpoku) Batshuayi (79' Reza), Ezekiel        | 17' Öztürk 44' Ezekiel                                |
| 24 oktober 2013 21:05 Red Bull Arena Salzburg       | Red Bull Salzburg                      | 2-1             | Standard Luik                        | Kawashima Opare, Kanu, Ciman, Van Damme Bulot, Vainqueur (77' Mujangi Bia), Carcela, Buyens, Mpoku (60' Batshuayi) Ezekiel (71' Ben-Haim)         | 28' Carcela 39' Carcela 51' Ezekiel 68' Kanu          |
| 24 oktober 2013 21:05 Red Bull Arena Salzburg       | 53' Soriano 85' Silva                  | 1-0 2-0 2-1     | 88' Mujangi Bia                      | Kawashima Opare, Kanu, Ciman, Van Damme Bulot, Vainqueur (77' Mujangi Bia), Carcela, Buyens, Mpoku (60' Batshuayi) Ezekiel (71' Ben-Haim)         | 28' Carcela 39' Carcela 51' Ezekiel 68' Kanu          |
| 7 november 2013 19:00 Stade Maurice Dufrasne Luik   | Standard Luik                          | 1-3             | Red Bull Salzburg                    | Thuram Opare, Ben-Haim, Ciman, Stam Bulot (80' Reza), Vainqueur, Buyens (75' Cissé), Mpoku (65' Mujangi Bia) Batshuayi, Ezekiel                   | 21' Ezekiel 87' Cissé 90+2' Vainqueur 90+4' Batshuayi |
| 7 november 2013 19:00 Stade Maurice Dufrasne Luik   | 55' Mpoku                              | 0-1 0-2 1-2 1-3 | 42' Švento 45+1' Kampl 58' Alan      | Thuram Opare, Ben-Haim, Ciman, Stam Bulot (80' Reza), Vainqueur, Buyens (75' Cissé), Mpoku (65' Mujangi Bia) Batshuayi, Ezekiel                   | 21' Ezekiel 87' Cissé 90+2' Vainqueur 90+4' Batshuayi |
| 28 november 2013 21:05 Blue Water Arena Esbjerg     | Esbjerg fB                             | 2-1             | Standard Luik                        | Thuram Ciman (57' Vainqueur), Ben-Haim, Arslanagic, Iandoli Carcela (86' Biton), Cissé, Öztürk, Mpoku Reza (68' Batshuayi), De Camargo            | 44' Iandoli 74' Öztürk                                |
| 28 november 2013 21:05 Blue Water Arena Esbjerg     | 19' Van Buren 80' Van Buren            | 1-0 1-1 2-1     | 54' De Camargo                       | Thuram Ciman (57' Vainqueur), Ben-Haim, Arslanagic, Iandoli Carcela (86' Biton), Cissé, Öztürk, Mpoku Reza (68' Batshuayi), De Camargo            | 44' Iandoli 74' Öztürk                                |
| 12 december 2013 19:00 Stade Maurice Dufrasne Luik  | Standard Luik                          | 1-3             | IF Elfsborg                          | Thuram Stam, Ben-Haim, Ciman (55' Arslanagic), Iandoli Bulot (77' Milosevic), Cissé, Buyens, Marquet (65' Biton) Mbombo, De Camargo               |                                                       |
| 12 december 2013 19:00 Stade Maurice Dufrasne Luik  | 31' Mbombo                             | 1-0 1-1 1-2 1-3 | 41' Nilsson 46' Nilsson 52' Beckmann | Thuram Stam, Ben-Haim, Ciman (55' Arslanagic), Iandoli Bulot (77' Milosevic), Cissé, Buyens, Marquet (65' Biton) Mbombo, De Camargo               |                                                       |

### Statistieken
| Nr. | Naam                 | Wed. |   |   |   |   |   |
| --- | -------------------- | ---- | - | - | - | - | - |
| 1   | Eiji Kawashima       | 9    | 0 | 0 | 0 | 0 | 0 |
| 2   | Alessandro Iandoli   | 4    | 0 | 1 | 0 | 0 | 0 |
| 3   | Corentin Fiore       | 0    | 0 | 0 | 0 | 0 | 0 |
| 4   | Daniel Opare         | 8    | 0 | 0 | 0 | 0 | 0 |
| 5   | Pierre-Yves Ngawa    | 1    | 0 | 0 | 0 | 0 | 0 |
| 6   | Laurent Ciman        | 6    | 1 | 0 | 0 | 0 | 2 |
| 7   | Reza Ghoochannejhad  | 7    | 0 | 0 | 0 | 3 | 3 |
| 8   | Ronnie Stam          | 3    | 0 | 0 | 0 | 0 | 0 |
| 10  | Igor de Camargo      | 7    | 3 | 2 | 0 | 1 | 3 |
| 11  | Frédéric Bulot       | 10   | 2 | 0 | 0 | 2 | 4 |
| 13  | Kensuke Nagai        | 1    | 0 | 0 | 0 | 1 | 0 |
| 14  | Yuji Ono             | 0    | 0 | 0 | 0 | 0 | 0 |
| 15  | Julien De Sart       | 3    | 0 | 0 | 0 | 0 | 0 |
| 17  | Yoni Buyens          | 8    | 0 | 0 | 0 | 1 | 3 |
| 18  | Anthony Moris        | 0    | 0 | 0 | 0 | 0 | 0 |
| 20  | David Biton          | 5    | 0 | 0 | 0 | 4 | 1 |
| 21  | William Vainqueur    | 6    | 0 | 2 | 0 | 3 | 2 |
| 23  | Michy Batshuayi      | 10   | 2 | 2 | 0 | 4 | 3 |
| 25  | Kanu                 | 3    | 1 | 1 | 1 | 0 | 0 |
| 26  | Tal Ben-Haim         | 8    | 0 | 0 | 0 | 1 | 0 |
| 33  | Mehdi Carcela        | 3    | 0 | 0 | 1 | 0 | 2 |
| 36  | Dino Arslanagic      | 10   | 0 | 0 | 0 | 1 | 0 |
| 37  | Jelle Van Damme      | 7    | 0 | 0 | 0 | 0 | 0 |
| 39  | Imoh Ezekiel         | 7    | 2 | 3 | 0 | 2 | 3 |
| 40  | Paul José Mpoku      | 10   | 3 | 2 | 0 | 1 | 5 |
| 44  | Ibrahima Cissé       | 8    | 0 | 2 | 0 | 3 | 1 |
| 45  | François Marquet     | 4    | 0 | 0 | 0 | 1 | 1 |
| 52  | Yannis Mbombo        | 1    | 1 | 0 | 0 | 0 | 0 |
| 53  | Deni Milošević       | 1    | 0 | 0 | 0 | 1 | 0 |
| 63  | Geoffrey Mujangi Bia | 10   | 5 | 0 | 0 | 6 | 2 |
| 75  | Alpaslan Öztürk      | 5    | 0 | 3 | 0 | 1 | 2 |
| 89  | Anıl Koç             | 0    | 0 | 0 | 0 | 0 | 0 |

### Groepsfase Europa League
| Groep C | Groep C           | Groep C | Groep C | Groep C | Groep C | Groep C | Groep C | Groep C | Groep C |
|         |                   | P       | W       | G       | V       | +       | -       | DS      | Ptn     |
| ------- | ----------------- | ------- | ------- | ------- | ------- | ------- | ------- | ------- | ------- |
| 1.      | Red Bull Salzburg | 6       | 6       | 0       | 0       | 15      | 3       | +12     | 18      |
| 2.      | Esbjerg fB        | 6       | 4       | 0       | 2       | 8       | 8       | 0       | 12      |
| 3.      | IF Elfsborg       | 6       | 1       | 1       | 4       | 5       | 10      | −5      | 4       |
| 4.      | Standard Luik     | 6       | 0       | 1       | 5       | 6       | 13      | −7      | 1       |

## Afbeeldingen

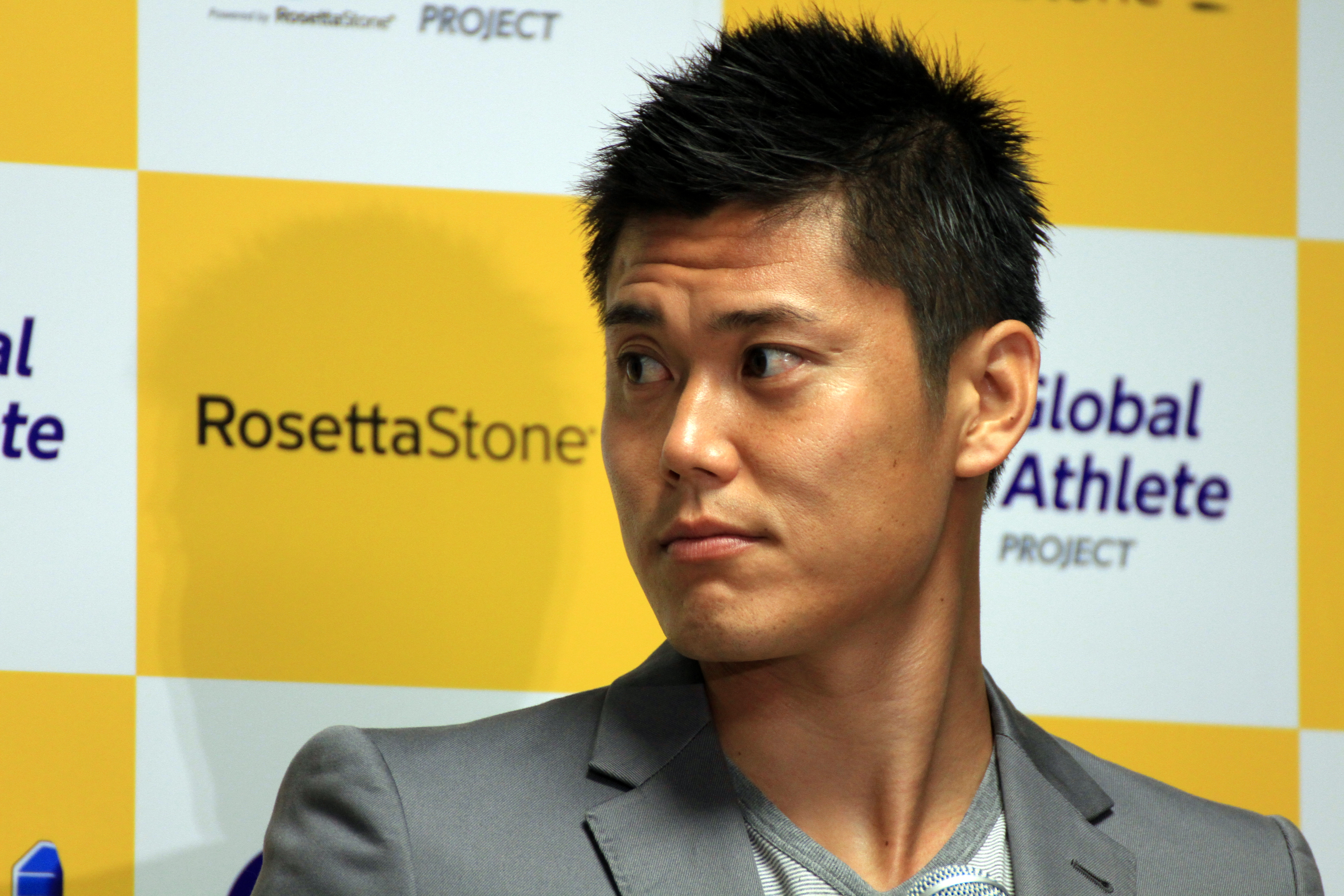
Eiji Kawashima (doelman)
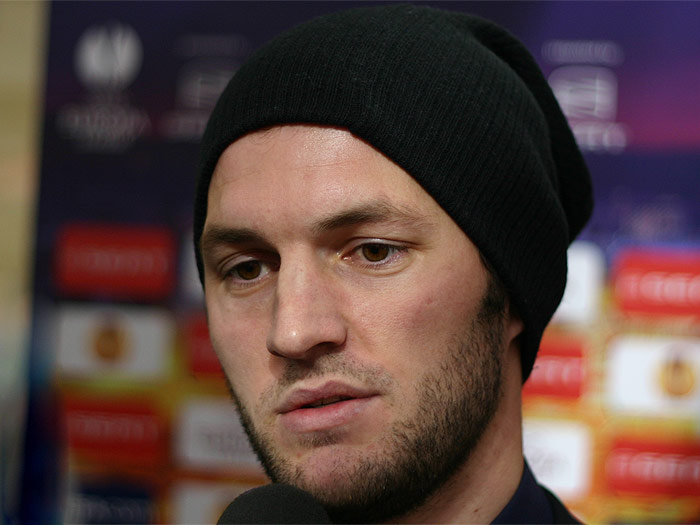
Jelle Van Damme (verdediger)
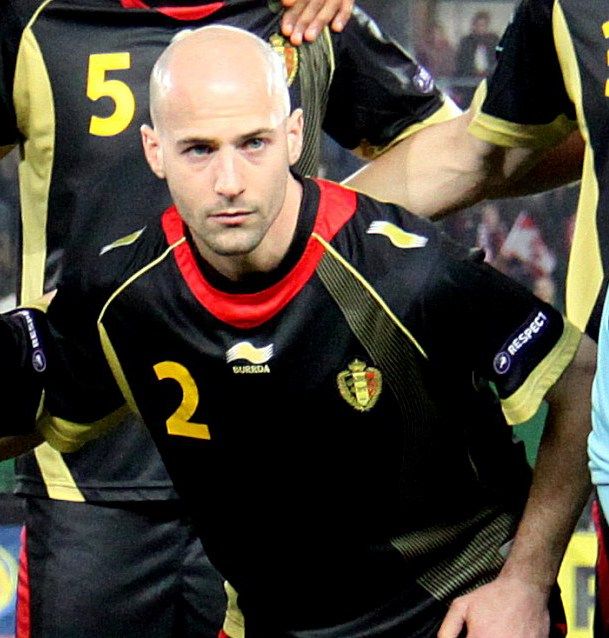
Laurent Ciman (verdediger)
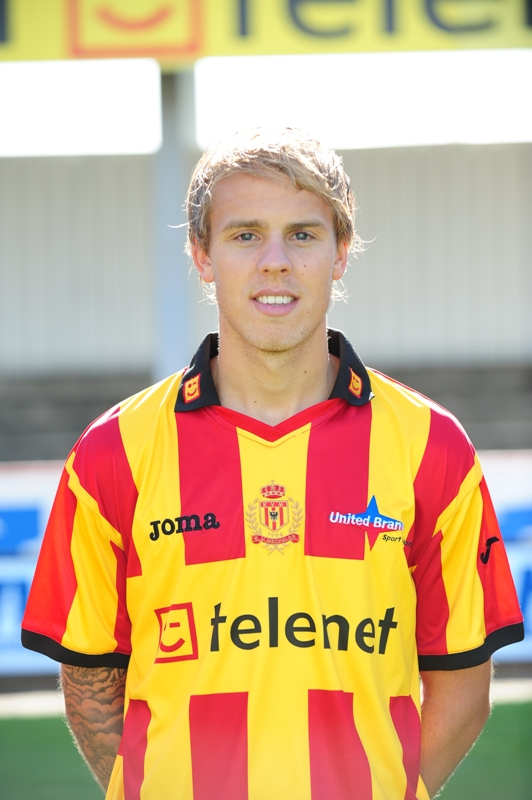
Yoni Buyens (middenvelder)
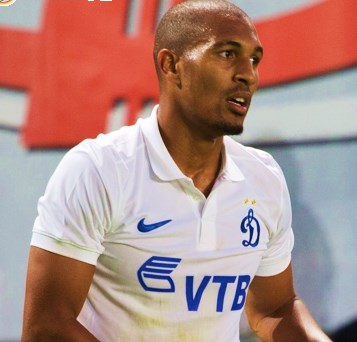
William Vainqueur (middenvelder)
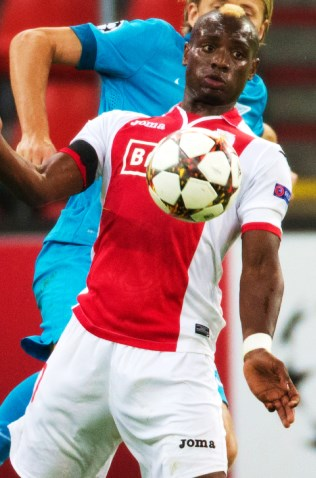
Paul-José Mpoku (middenvelder)
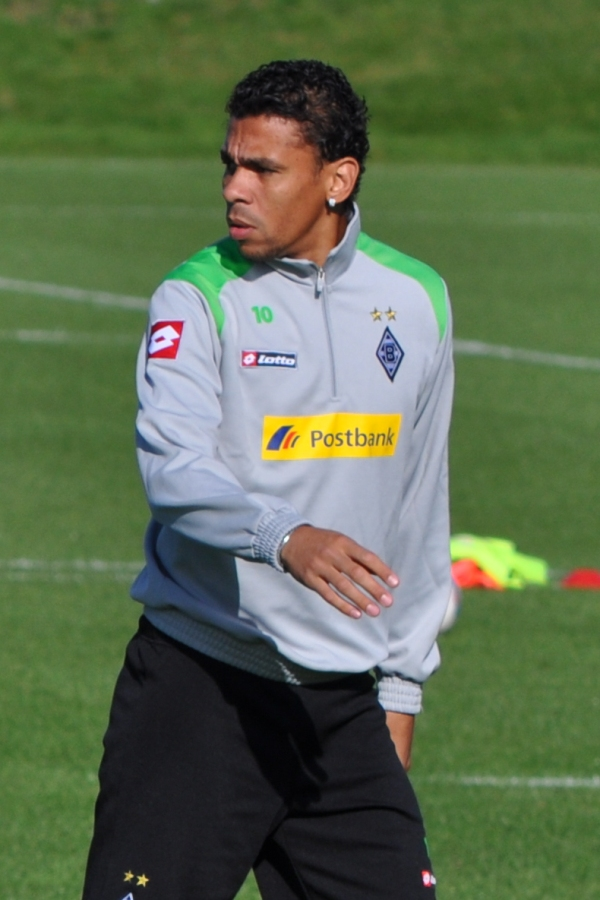
Igor De Camargo (aanvaller)